# Nueva ola
La nueva ola (« nouvelle vague » en espagnol) est un collectif de musiciens vaguement affiliés, principalement en Amérique du Sud hispanophone, qui jouaient et introduisaient le rock 'n' roll et d'autres musiques américaines et européennes des années 1950 et 1960 dans leur pays.

## Histoire
Le terme nueva ola est inventé en Argentine au tournant des années 1960 pour désigner les styles de rock 'n' roll étrangers qui gagnaient en popularité parmi les jeunes, ainsi que leurs représentants locaux. De là, le concept se répand au Chili, avec des représentants tels que Buddy Richard, Los Carr Twins, Los Red Junior, Luis Dimas, José Alfredo Fuentes, Fresia Soto, Cecilia, Gloria Aguirre et Pat Henry, ainsi qu'au Pérou, avec des représentants tels que Kela Gates, Jimmy Santi, Los Doltons, Joe Danova, Los Silvertons, Los Belkings et Anita Martinez.
Les groupes de la nueva ola avaient généralement leur nom en anglais et, plutôt que de produire leurs propres morceaux, ils enregistraient des versions de chansons déjà populaires aux États-Unis ou en Europe. Plus qu'un mouvement artistique, la nueva ola est un phénomène économique et social qui marque le début de la culture de la jeunesse et de la pop en Amérique du Sud. Les groupes et artistes associés à la nueva ola atteignent leur pic de popularité dans les années 1960. La nueva ola est contemporaine de la nueva canción, un style qui, avec la nueva ola, devient le précurseur de la scène rock en espagnol qui prend de l'ampleur dans les années 1980. Dans les années 1990, la nueva ola conait un renouveau au Chili.

## Par pays

### Argentine
Les jeunes acteurs de l'émission de télévision El club del clan, vers 1963.
En 1960, le directeur général de RCA Victor, Ricardo Mejía, découvre, grâce à une étude de marché, qu'il n'y a pratiquement pas de stars de la musique populaire parmi les jeunes et commence à sélectionner de nouveaux chanteurs, lançant ainsi le phénomène de la nueva ola en Argentine. Sous la direction de Mejía, les dirigeants de RCA s'associent au futur journaliste Leo Vanes et aux musiciens Ray Nolan et Jimmy Lerman pour créer l'émission de télévision El club del clan, basée sur des émissions musicales étrangères, dont chaque épisode montre un groupe d'amis qui se réunissent pour interpréter différents styles de musique, dont le rock 'n' roll (et le twist qui l'accompagne), le boléro et la cumbia. La personnalité de chaque interprète était modelée en fonction du type de musique qu'il allait chanter. L'émission est diffusée sur Canal 13 le samedi à 20 h 30 et connait un grand succès pour RCA, faisant de ses jeunes interprètes - Palito Ortega, Billy Caffaro, Violeta Rivas, Lalo Fransen, Nicky Jones et Cachita Galán - les premières idoles nationales pour les adolescents,. Le journaliste Miguel Grinberg décrit El club del clan en 2006 comme « une sorte d'ébullition juvénile qui, sous l'impulsion de la télévision, établit une différence fondamentale, à savoir des jeunes qui ne reproduisaient pas la musique de leurs parents ».
En 1964, après les concerts des Beatles aux États-Unis, la Beatlemania atteint également l'Argentine, entraînant l'apparition de plusieurs groupes qui imitent leur son et leur mode. La nueva ola est éclipsée par la popularité des groupes de la British Invasion, tandis qu'un sentiment d'anticonformisme se développe chez les jeunes, qui considèrent le phénomène comme trop insouciant et complaisant,,. Avant la dissolution du groupe et « en guise d'adieu », un film El club del clan réalisé par Enrique Carreras sort le 12 mars 1964.